# Ján Sučko
Ján Sučko (* 1952) je bývalý slovenský fotbalista, útočník.

## Fotbalová kariéra
V československé lize hrál za AC Nitra. Nastoupil v 12 ligových utkáních. Dal 1 ligový gól.

## Ligová bilance
| Ročník                                   | Zápasy | Góly | Klub     |
| ---------------------------------------- | ------ | ---- | -------- |
| 1. československá fotbalová liga 1972/73 | 1      | 0    | AC Nitra |
| 1. československá fotbalová liga 1974/75 | 11     | 1    | AC Nitra |
| CELKEM                                   | 11     | 0    |          |